# Lander Van Steenbrugghe
Lander Van Steenbrugghe (Oudenaarde, 27 november 1986) is een Belgische voetballer, momenteel actief bij Eendracht Aalst. Hij is een verdedigende middenvelder, maar kan ook centraal in de verdediging en als rechtsachter uit de voeten.
Van Steenbrugghe kwam tussen 2005 en 2008 35 keer uit in eerste klasse met Zulte Waregem en won er de Beker van België in het seizoen 2005-2006. Het daaropvolgende seizoen speelde hij ook drie wedstrijden in de UEFA Cup. De definitieve doorbrak bleef uit en hij werd 2 seizoenen uitgeleend aan toenmalig tweedeklasser OH Leuven. Op 30 juli 2010 tekende opnieuw op uitleenbasis voor 1 seizoen (+optie voor een tweede seizoen) bij KSV Roeselare. Na het eerste seizoen besliste Roeselare echter de optie niet te lichten.
Zulte Waregem, waar hij nog steeds onder contract lag, ontbond eenzijdig zijn contract in augustus 2011. Sedert begin november 2011 trainde Van Steenbrugghe mee met tweedeklasser KV Oostende. Op 18 november 2011 besliste het Uitvoerend Comité van de KBVB dat Van Steenbrugghe een vrije speler was, en zo kon hij een nieuw contract ondertekenen, dat hem verbond met KV Oostende voor 1 jaar met een optie op een extra jaar. Die optie werd gelicht en zo stond hij ook in seizoen 2012-2013 nog onder contract bij KV Oostende. In mei 2013 tekende Van Steenbrugghe een contract voor twee seizoenen bij Eendracht Aalst.
Ondertussen is Lander aanvoerder in tweede provinciale bij KVVV Ardennen waar hij de promotie naar eerste provinciale afdwong.